# Eutelia furcicauda
Eutelia furcicauda là một loài bướm đêm trong họ Noctuidae.